# Готфрид (маркграф Штирии)
Готфрид (нем. Gottfried; погиб в бою 8 февраля 1050) — маркграф Карантанской марки (Штирии) с 1042 года, соправитель своего отца Арнольда II, и первый граф Питтена (с 1042 года). Представитель Вельс-Ламбахской династии. Готфрид был сыном маркграфа Карантанской марки Арнольда II и Регилинды Верденской.
В 1042 году Готфрид участвовал в войне императора Генриха III с Венгрией, отличился в сражениях и был пожалован графством Питтен (на территории современной Нижней Австрии), образованном на землях, отвоёванных у венгров. Вероятно, одновременно с Питтеном Готфрид получил пост соправителя своего отца в Карантанской марке.
После смерти Готфрида в 1050 году графство Питтен перешло к Экберту I из Формбах-Нойбурга, женатому на дочери Готфрида Матильде. Питтен оставался леном Карантанской марки под властью династии Траунгау до 1194 года, когда графство было присоединено к Австрии.